# Pomnik Jana Pawła II w Rzymie
Pomnik Jana Pawła II w Rzymie – pomnik papieża Jana Pawła II odsłonięty w pobliżu rzymskiego dworca kolejowego Roma Termini 18 maja 2011 roku.

## Historia
Autorem rzeźby, przedstawiającej Jana Pawła II w geście otaczania płaszczem dziecka, był Oliviero Rinaldi. Artysta nawiązał do historycznej fotografii wykonanej papieżowi w Auli Pawła VI w listopadzie 2003 roku podczas audiencji dla członków i współpracowników Papieskiej Rady ds. Duszpasterstwa Służby Zdrowia. Rzeźbiarz wykonał pięciometrowy pomnik w brązie. Pomnik zlokalizowany przy Piazza dei Cinquecento odsłonięto 18 maja 2011 roku.